# ماتيوس ناكتيرجايلي
ماتيوس ناكتيرجايلي (بالبرتغالية: Matheus Nachtergaele‏) هو ممثل برازيلي، ولد في 3 يناير 1969 بساو باولو في البرازيل.

## أعمال

### أفلام
- (1998) وسط البرازيل
- (2002) مدينة الرب[5]
- (2016) زاما

## وصلات خارجية
- ماتيوس ناكتيرجايلي على موقع IMDb (الإنجليزية)
- ماتيوس ناكتيرجايلي على موقع ألو سيني (الفرنسية)
- ماتيوس ناكتيرجايلي على موقع أول موفي (الإنجليزية)
- ماتيوس ناكتيرجايلي على موقع قاعدة بيانات الأفلام السويدية (السويدية)
- ماتيوس ناكتيرجايلي على موقع إن إن دي بي (الإنجليزية)
- ماتيوس ناكتيرجايلي على موقع قاعدة بيانات الفيلم (الإنجليزية)
- ماتيوس ناكتيرجايلي على موقع كينوبويسك (الروسية)